# Annette Haller
Annette Haller (* 30. März 1958 in Trier; † 16. September 2017 in Köln) war eine deutsche Judaistin.

## Leben
Nach dem Abitur 1977 in Trier studierte sie an der Universität Mainz und anschließend an der Universität zu Köln Judaistik, Geschichte und Anglistik. Seit 1987 war sie Wissenschaftliche Mitarbeiterin am Martin Buber Institut in Köln. 1991 wurde sie an der Universität Köln mit einer kommentierten Edition des Protokollbuchs der Jüdischen Gemeinde Trier von 1784 bis 1836 promoviert. Von 1992 bis 1993 war sie im Verlag Ferdinand Schöningh tätig. Von 1993 bis zu ihrem Tod war sie Leiterin der Bibliothek Germania Judaica in Köln. Sie gehörte der Projektleitung des von 2000 bis 2006 durch die Deutsche Forschungsgemeinschaft geförderten Projekts Compact Memory zur Digitalisierung jüdischer Periodika an.
2002 gab sie eine Neuauflage des von Bertha Gumprich verfassten Kochbuchs der jüdischen Küche aus dem Jahre 1896 heraus. 2003 veröffentlichte sie eine Monographie über den jüdischen Friedhof an der Weidegasse in Trier und die mittelalterlichen jüdischen Grabsteine im Rheinischen Landesmuseum Trier.
Für ihre Verdienste um die Bewahrung der Erinnerung an jüdisches Leben erhielt sie 2007 den Hermann-Münzel-Preis des Trier-Forums.
Haller wurde am 6. Oktober 2017 auf dem Hauptfriedhof in Trier beigesetzt.

## Veröffentlichungen
- (Mitarb.): Bestandskatalog / Germania Iudaica. Kölner Bibliothek zur Geschichte des Deutschen Judentums. Zwei Bände, Köln 1988/1999.

- Das Protokollbuch der Jüdischen Gemeinde Trier (1784-1836). Edition der Handschrift und kommentierte Übertragung ins Deutsche (= Judentum und Umwelt, Bd. 34). Lang, Frankfurt/M. 1992, ISBN 3-631-44794-9 (Dissertation Universität Köln).
- Die Mikwen der Gemeinde Trier. Neues Quellenmaterial aus dem 18. Jahrhundert. In: Menora, Bd. 4 (1993), S. 203–211.
- (Hrsg.): Bertha Gumprich / Vollständiges praktisches Kochbuch für die jüdische Küche. Wissenschaftlicher Verlag, Trier 2002, ISBN 3-88476-560-4.
- Der jüdische Friedhof an der Weidegasse in Trier und die mittelalterlichen jüdischen Grabsteine im Rheinischen Landesmuseum Trier. Paulinus, Trier 2003, ISBN 3-7902-0490-0.
- "... und zum Andenken an meinen teuren Ehegatten...". Freifrau Charlotte von Oppenheim stiftet ein Kinderhospital. In: Monika Frank (Hrsg.): Kölner Krankenhaus-Geschichten. Kliniken der Stadt Köln gGmbH, Köln 2006, S. 174–191.
- Eine "Idee" wird 50. Die Germania Judaica, Kölner Bibliothek zur Geschichte des deutschen Judentums. In: Nurist, Bd. 4 (2008), S. 173–180.